# Gramalote
Gramalote é um município da Colômbia, localizado no departamento de Norte de Santander.